# Línea C5 (Transportes de Murcia)
La línea C5 de Transportes de Murcia es una línea circular que une Abenarabi con la estación de Murcia del Carmen pasando por la Gran Vía. Pese a considerarse circular, la línea no tiene dicha forma.
Se puso en servicio en 2013 como línea provisional antes de la llegada del tranvía a El Carmen, pero a día de hoy sigue prestando servicio.

## Horario

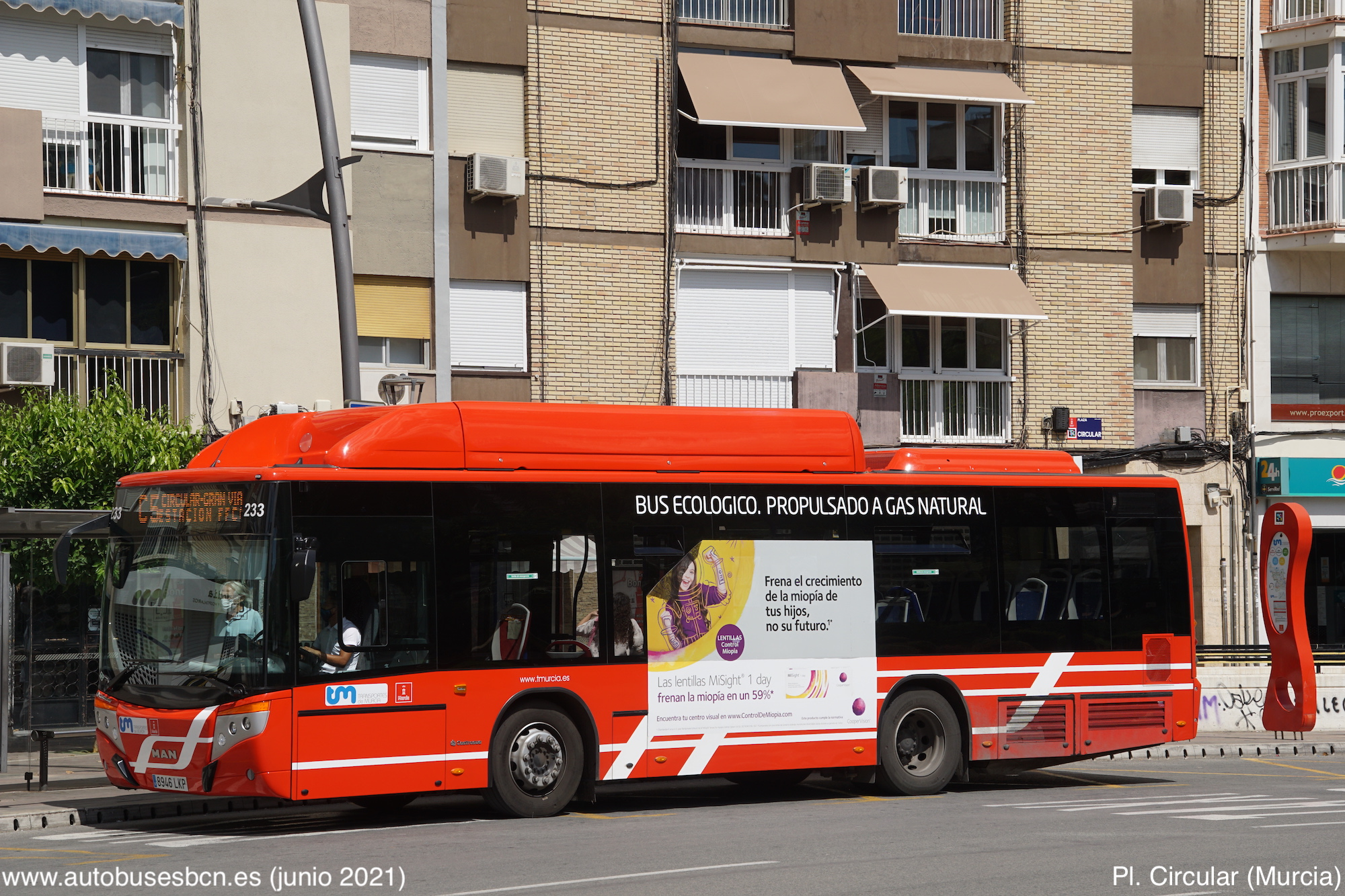
C5 en la Plaza Circular (Murcia), junio de 2021

|                    | Laborables invierno | Laborables verano | Sábados | Domingos y festivos |
| ------------------ | ------------------- | ----------------- | ------- | ------------------- |
| Primera expedición | 7:00                | 7:00              | 7:00    | 8:00                |
| Frecuencia         | 15 min              | 20 min            | 20 min  | 40 min              |
| Última expedición  | 22:03               | 22:00             | 22:00   | 21:30               |

## Recorrido y paradas

### Sentido Estación de Ferrocarril
| N.º  | Parada                       | Conexión          | Notas |
| ---- | ---------------------------- | ----------------- | ----- |
| 9120 | Residencia Issorm (frente)   |                   |       |
| 9121 | Abenarabi                    |                   |       |
| 9182 | Barnés (impar)               |                   |       |
| 9029 | Cajamurcia                   | C1 C3 R14 R20 R80 |       |
| 9070 | Avda. Constitución, 5        | R14 R20 R80       |       |
| 9071 | Cortefiel                    | R14 R20 R80       |       |
| 9072 | Santa Isabel                 | R14 R20 R80       |       |
| 9039 | Plaza Camachos               | C2 C4 R17         |       |
| 9040 | Alameda de Colón, 11         | C2 C4 R17         |       |
| 9041 | Espinosa (par)               | C2 C4 R17         |       |
| 9256 | Floridablanca, 54            | C2 C4 R17         |       |
| 9042 | Avda. Perea                  | C2 C4 R17         |       |
| 9043 | Estación Ferrocarril (impar) | C2 C4 R17         |       |

### Sentido Abenarabi
| N.º  | Parada                         | Conexión          | Notas |
| ---- | ------------------------------ | ----------------- | ----- |
| 9043 | Estación Ferrocarril (impar)   | C2 C4 R17         |       |
| 9183 | Muebles La Fábrica             | C1 C3             |       |
| 9017 | Alameda de Colón (Jardín)      | C1 C3             |       |
| 9254 | Hernández del Águila           | C1 C3             |       |
| 9019 | Glorieta de España             | C1 C3 R12 R17     |       |
| 9185 | Gran Vía, 6                    |                   |       |
| 9186 | Santa Isabel (frente)          |                   |       |
| 9081 | Antiguo Galerías               |                   |       |
| 9082 | Avda. Constitución, 8          | R14 R17           |       |
| 9000 | Plaza Circular, 2              | C1 C3 R14 R17 R80 |       |
| 9030 | Plaza Circular, 14             | C2 C4 R14 R20 R80 |       |
| 9058 | Barnés (par)                   | R14 R20           |       |
| 9187 | Abenarabi (frente)             |                   |       |
| 9188 | Residencia Issorm              |                   |       |
| 9210 | Cruce Juan de Borbón           |                   |       |
| 9189 | Residencia Issorm (frente) (V) |                   |       |